# MANGAオールマン
『MANGAオールマン』（マンガオールマン、MANGA ALLMAN）は、かつて集英社が発行していた青年向け漫画雑誌。

## 概要
『スーパージャンプ』増刊の『スーパージャンプアルファ』を前身として1995年に創刊（10月号）。一部の連載作品は『スーパージャンプアルファ』より引き継がれていた。創刊当初は月刊だったが、1996年9月（10号）以降休刊まで月2回刊で発行された。
創刊編集長は荒木飛呂彦の初代担当編集者として知られていた椛島良介で、椛島が『週刊少年ジャンプ』時代に担当していたジョージ秋山が長くレギュラー執筆者だった。椛島の好みを反映してか、御厨さと美『ルサルカは還らない』、六田登『親愛なるMヘ』、周良貨・能田茂『監査役野崎修平』のような、社会派リアリズムに寄った作品も多かった。
また、創刊と同時期に、椛島の同期である堀江信彦が『メンズノンノ』編集長に転属し、漫画畑を離れたことから、堀江がコアミックスを設立して独立するまで、北条司『F.COMPO』、原哲夫『九頭龍』を預かり連載していた。
集英社の青年漫画誌再編に伴い、2002年No.15で休刊となった。休刊の際に『監査役野崎修平』『戦海の剣』『P女子寮のネコ』『俺の空」は『ビジネスジャンプ』に、『江戸前鮨職人きららの仕事』は『スーパージャンプ』に、『源氏物語』は『ウルトラジャンプ』にそれぞれ移籍している。
単行本はSCオールマンレーベルで発売されていた。

## 連載作品

### あ行
- 青田大學番外地（吉村作治、金井たつお）
- 青ひげは行く（原作：高山路爛、漫画：やまだ哲太）1998年23号 - 2000年22号
- 江戸前鮨職人きららの仕事（原作：早川光、漫画：橋本孤蔵）→『スーパージャンプ』
- OL生中継!!（みやもと茶子）
- 男樹四代目（本宮ひろ志）1999年13号 - 2000年17号
- 思い出つまんで（とみさわ千夏）1995年10月号 - 1998年06号
- 俺の空（ver.2001）（本宮ひろ志）2000年18号 - →『ビジネスジャンプ』

### か行
- かけはぎのひと（萩田広式）
- 株-マーケット-（原作：観月壌、漫画：川島博幸）2000年23号 - 2002年15号
- 監査役野崎修平（原作：周良貨、漫画：能田茂）1998年17号 - 2002年15号、→「銀行大合併編」として『ビジネスジャンプ』へ
- けだもの会社（唐沢なをき）1997年14号 -
- 源氏物語（江川達也）2001年06号 - 2002年15号、→『ウルトラジャンプ』
- 弘法大師空海（ジョージ秋山）1997年 -
- 口福の人（原作：日出山みなみ、脚本：寺島優、漫画：あおきてつお）1999年05号 - 2000年03号
- 極麻伝（原作：土井泰昭、漫画：岡村茂）2002年01号 - 2002年15号

### さ行
- SAMU特別援助医療隊Dr.無限谷陽（原作：米山公啓、漫画：岩丸）1997年12号 - 1998年07号
- J THE OUTLAWYER（愛英志、里見桂）1995年10月号 - 1998年18号、←『スーパージャンプアルファ』
- 事件ですヨ!ひかるちゃん（野中のばら）
- 始末屋事件簿（原作：樫田正剛、漫画：北代聡）1995年10月号 - 1999年08号、←『スーパージャンプアルファ』
- 湘南食堂（唯洋一郎） - 2002年15号
- 親愛なるMヘ（六田登）1998年16号 - 1999年17号
- 新・男樹（本宮ひろ志）1995年10月号 - 1997年08号
- 新ソムリエ 瞬のワイン（原作：城アラキ、漫画：志水三喜郎）1999年20号 - 2002年15号
- スンズクの帝王 オリは毒薬（ジョージ秋山）1995年10月号 -　←『スーパージャンプアルファ』
- スポーツ医（寺島優+ちくやまきよし）1995年10月号 - 1996年4月号、←『スーパージャンプアルファ』
- 2ndハウス（story：樫田正剛、art：七瀬あゆむ）2001年24号 - 2002年15号
- 戦海の剣（天沼俊）2000年24号 - 2002年15号、→『ビジネスジャンプ』
- 戦空の魂（天沼俊）1995年10月号 - 1999年22号、←『スーパージャンプアルファ』
- ソムリエ（原作：城アラキ、甲斐谷忍）1996年02月号 - 1999年10号

### た - な行
- 太平天国演義（甲斐谷忍）2000年01号 -
- たかされ（原作：江川卓、漫画：本宮ひろ志）1996年10号 - 1996年14号
- 高杉刑事キバリます!（春日光広）1996年4月号 - 2002年15号
- DEADMAN（江川達也）1998年03号 - 2000年12号
- 道徳戦士超獣ギーガー（漫☆画太郎）1996年 - 1997年
- 東京タイムマシン（あびる義明）1996年4月号 - 1999年6号
- ドルチ ～ダイ・ハード・ザ・キャット～（荒木飛呂彦）1996年11号・12号
- なんぼやねん（御厨さと美）1999年
- 日本経済沈没2004（原作：田埜哲文、漫画：鶴岡伸寿）

### は - わ行
- P女子寮のネコ（とみさわ千夏）1999年02号 - 2002年15号、→『ビジネスジャンプ』
- 九頭龍（原哲夫、story：生田正）1997年21号 - 1998年13号
- F.COMPO（北条司）1996年10号 - 2000年23号
- BUDDHA HEAD（原作：鷹匠政彦、漫画：橋本孤蔵）1997年11号 - 1998年03号
- 星の艦（原作：小池一夫、漫画：井上紀良）
- BOX（六田登）
- マッド・ブル2000（作：小池一夫、画：井上紀良）1999年09号 - 2001年18号
- ラッシー（高橋よしひろ）2000年02号 - 2001年17号
- RALLY HEART（成田偉保）
- ルサルカは還らない（御厨さと美）1996年 - 1998年
- Rainbow Life（里見満）

## 映像化作品
| 作品     | 発売年 | アニメーション制作 |
| -------- | ------ | ------------------ |
| 新・男樹 | 1998年 | スタジオぴえろ     |

| 作品     | 放送年 | 制作       |
| -------- | ------ | ---------- |
| ソムリエ | 1998年 | 関西テレビ |

| 作品     | 放送年        | 制作                     | 備考               |
| -------- | ------------- | ------------------------ | ------------------ |
| 新・男樹 | 1997年-2000年 | ミュージアムピクチャーズ | 3・4作目は劇場公開 |

## SCオールマン
SCオールマン（エスシーオールマン、SC ALLMAN）『オールマン』掲載作品向けの漫画レーベルで、SCは SHUEISHA COMICS の略。同誌掲載作品や掲載作家の短編集等が発行されていたが、雑誌の休刊に伴いレーベルも廃止されており現存していない。
創刊は1996年9月19日。『新・男樹』（本宮ひろ志）、『J THE OUTLAWYER』（愛英志、里見桂）、『青田大學番外地』（吉村作治、金井たつお）、『RALLY HEART』（成田偉保）、『かけはぎのひと』（萩田広式）が最初に発行された。
ロゴタイプは
1. 大きく書かれた「SC」の中心部または下部に「オールマン」の文字を載せた物（背表紙等で使用）
2. 「SC ALLMAN」の文字列（表表紙等で使用）
3. 「SCオールマン」の文字列（裏表紙等で使用）

の3種類が使われていた。
初期の背表紙・裏表紙はイラストを一切使用しない直線のみで構成されたデザインを色違いで使用していた。タイトル等のフォントも統一されており（作品固有のロゴタイプは表表紙のみ）、文字列と色以外は完全に統一されたデザインとなっていた。